# Sphacelotheca erianthi
Sphacelotheca erianthi är en svampart som först beskrevs av Syd. & P. Syd., och fick sitt nu gällande namn av Mundk. 1942. Sphacelotheca erianthi ingår i släktet Sphacelotheca och familjen Microbotryaceae.   Inga underarter finns listade i Catalogue of Life.